# Werner Kaiser (Politiker, 1868)
Werner Kaiser (* 19. Oktober 1868 in Solothurn; † 13. April 1926 in Bern, heimatberechtigt in Solothurn und Ammannsegg) war ein Schweizer Jurist und Politiker.

## Leben

### Familie
Werner Kaiser war der Sohn von Viktor Kaiser, einem Kantonsschullehrer, und dessen Ehefrau Maria Josephina (geb. Munzinger). Er war der Enkel des späteren Bundesrats Josef Munzinger.
Seit 1901 war er mit Alice Anna, der Tochter von Hartmann Eduard Otto Gassmann verheiratet; gemeinsam hatten sie drei Kinder.

### Werdegang
Nach seiner schulischen Ausbildung an der Kantonsschule Solothurn begann Werner Kaiser ein Studium der Rechtswissenschaften, das ihn an die Universitäten in Leipzig, Berlin, Bern, Lausanne und Basel führte. An der Universität Basel promovierte er 1892 mit einer Dissertation über das Bußensystem in der Lex Ribuaria, dem alten fränkischen Volksrecht, zum Dr. jur. Im Jahr 1893 legte er das solothurnische Staatsexamen als Fürsprecher und Notar ab und begann seine juristische Karriere in Solothurn.
Von 1895 bis 1906 war er als Oberrichter in Solothurn tätig; im Mai 1896 übernahm er die Vizepräsidentschaft. Zudem war er Mitglied und später Präsident des Schwurgerichtshofes. Sein Engagement in der Politik begann ab 1900, als er in den Kantonsrat (1906 Vizepräsident) eintrat. Im Jahr 1906 wurde er, als Nachfolger des zurückgetretenen Oskar Munzinger, zum freisinnigen Regierungsrat ernannt und übernahm die Departements für Handel und Industrie sowie Erziehung und Kultus. In dieser Funktion erließ er ein bedeutendes Gesetz über die Kantonsschule, welches die Bildungslandschaft in Solothurn beeinflusste. Dieses Gesetz sicherte der Kantonsschule mit ihren verschiedenen Abteilungen die künftige Entwicklung und führte zu einer Gehaltserhöhung für die Lehrkräfte. Zudem eröffnete es die lang ersehnte kantonale landwirtschaftliche Winterschule und förderte die Fortbildungsschulen, um diese an die Bedürfnisse des modernen Erwerbslebens anzupassen. Seine Amtszeit fiel zudem in die Konsekration des neuen Bischofs von Basel und Lugano, Jakob Stammler, an dessen Eidesleistung er als Vorsitzender der Diözesankonferenz teilnahm, wobei er den interkonfessionellen Frieden betonte. 
1909 erfolgte seine Wahl zum Landammann. 
Als Vorsteher des Industriedepartements setzte Werner Kaiser sich für eine sozial gerechte Fabrikgesetzgebung ein. Er stellte sicher, dass das kantonale Gewerbe- und Fabrikinspektorat eine zunehmend wichtige Rolle im Departement spielte.
Seine politische Karriere setzte Werner Kaiser fort, als er 1910 vom Bundesrat, als Nachfolger des zurückgetretenen Walther Burckhardt, zum Chef der Abteilung für Gesetzgebung und Rechtspflege im eidgenössischen Justiz- und Polizeidepartement (siehe Bundesamt für Justiz (Schweiz)) ernannt wurde. 1923 nahm er an den Zollvertragsverhandlungen mit dem Fürstentum Liechtenstein teil. Aus gesundheitlichen Gründen trat er am 30. November 1924 von seinem Amt zurück.  
Neben seinen administrativen Aufgaben engagierte er sich auch im humanitären Bereich, unter anderem als Aktuar der städtischen Gemeinnützigen Gesellschaft und in der volkswirtschaftlichen Kommission der Schweizerischen Gemeinnützigen Gesellschaft. Er veröffentlichte Artikel zu rechtlichen Themen, unter anderem in der Zeitschrift des Bernischen Juristen-Vereins, in der er grundsätzliche Obergerichtsentscheidungen bearbeitete.   
Anstelle des an das Bundesgericht gewählten Albert Affolter unterrichtete er an der Kantonsschule, wo er junge Staatsangestellte auf das Notariat vorbereitete.  
Zusätzlich zu seinen politischen und juristischen Tätigkeiten war Kaiser auch als Autor aktiv. Er verfasste den Leitfaden Das schweizerische Handelsrecht, der an der Handelsschule Solothurn verwendet wurde.

## Mitgliedschaften
An der Kantonsschule Solothurn wurde Werner Kaiser Mitglied der Schülerverbindung Wengia Solodorensis.

## Schriften (Auswahl)
- Die Berechnungen der Bussen der Lex Salica und Ripuaria. 1892.
- Das schweizerische Handelsrecht. 1900.
- Die Reduktion der Haftpflichtentschädigung wegen Zufalls: Art. 5 litt. a des Fabrikhaftpflichtgesetzes. In: Zeitschrift für schweizerisches Recht, Band 25. 1906. S. 413–428 (Digitalisat).
- Der Grundsatz der Nichtweiterziehbarkeit bundesrätlicher Administrativentscheide. In: Zeitschrift für schweizerisches Recht, Band 42. 1923. S. 335–355 (Digitalisat).